# Sly Fox
Sly Fox war ein US-amerikanisches Pop-Duo der 1980er Jahre. Es bestand aus dem Studiomusiker und Sänger Gary „Mudbone“ Cooper und dem Sänger Michael Camacho aus Puerto Rico.

## Geschichte
Das Musikduo gründete sich im Jahr 1985 in Miami, Florida und wurde kurze Zeit später vom britischen Musikproduzenten Ted Currier entdeckt, der mit ihnen einige Lieder produzierte. Gleichzeitig bekam die Formation ihren ersten Plattenvertrag beim Label Capitol Records, das die Musiker als saubere Teenie-Idole vermarkten wollte. Dieses Image passte jedoch nicht zu ihrem einzigen Hit.
Im April 1985 wurde die Debütsingle Let’s Go All the Way veröffentlicht, die zunächst kaum Beachtung fand. Erst nach der ebenfalls erfolglosen Single Como tu te Llama? (What Is Your Name) aus dem August des Jahres, entwickelte sich Let’s Go All the Way zum Hit. Das Lied stieg im Dezember 1985 in die US-Charts und erreichte Platz 7. Daraufhin platzierte sich die Single zunächst im Mai 1986 im Vereinigten Königreich und kam auf Rang 3, im Oktober 1986 folgte der Einstieg in die deutschen Charts, wo das Lied Rang 36 erklomm.
Anfang 1986 erschien das Debütalbum Let’s Go All the Way, das in den US-Album-Charts Platz 31 erreichte. Das im April ausgekoppelte Lied Stay True platzierte sich lediglich kurzzeitig am Ende der US-Charts. If Push Comes to a Shove verfehlte weinig später eine Chartnotierung.
Camacho widmete sich nach dem Ende des Duos seiner Solokarriere und veröffentlichte 2007 das Jazz-Album Just for You. Währenddessen arbeitete Cooper wieder als Studiomusiker und veröffentlichte unter anderem im Jahr 2006 das Album Fresh Mud, das Blues- und Soul-Elemente enthält.

## Diskografie

### Album
| Jahr | Titel Musiklabel                   | Höchstplatzierung, Gesamtwochen, AuszeichnungChartplatzierungen (Jahr, Titel, Musiklabel, Platzierungen, Wochen, Auszeichnungen, Anmerkungen) | Höchstplatzierung, Gesamtwochen, AuszeichnungChartplatzierungen (Jahr, Titel, Musiklabel, Platzierungen, Wochen, Auszeichnungen, Anmerkungen) | Anmerkungen                                               |
| Jahr | Titel Musiklabel                   | US | R&B | Anmerkungen                                               |
| ---- | ---------------------------------- | --- | --- | --------------------------------------------------------- |
| 1986 | Let’s Go All the Way Capitol 12367 | US31 (22 Wo.)US | R&B34 (11 Wo.)R&B | Erstveröffentlichung: Februar 1986 Produzent: Ted Currier |

### Singles
| Jahr | Titel Album                    | Höchstplatzierung, Gesamtwochen, AuszeichnungChartplatzierungen (Jahr, Titel, Album, Platzierungen, Wochen, Auszeichnungen, Anmerkungen) | Höchstplatzierung, Gesamtwochen, AuszeichnungChartplatzierungen (Jahr, Titel, Album, Platzierungen, Wochen, Auszeichnungen, Anmerkungen) | Höchstplatzierung, Gesamtwochen, AuszeichnungChartplatzierungen (Jahr, Titel, Album, Platzierungen, Wochen, Auszeichnungen, Anmerkungen) | Höchstplatzierung, Gesamtwochen, AuszeichnungChartplatzierungen (Jahr, Titel, Album, Platzierungen, Wochen, Auszeichnungen, Anmerkungen) | Anmerkungen                                                   |
| Jahr | Titel Album                    | DE | UK | US | R&B | Anmerkungen                                                   |
| ---- | ------------------------------ | --- | --- | --- | --- | ------------------------------------------------------------- |
| 1985 | Let’s Go All the Way           | DE36 (9 Wo.)DE | UK3 (17 Wo.)UK | US7 (25 Wo.)US | R&B57 (9 Wo.)R&B | Erstveröffentlichung: April 1985 Autor: Gary „Mudbone“ Cooper |
| 1986 | Stay True Let’s Go All the Way | — | — | US94 (2 Wo.)US | — | Erstveröffentlichung: April 1986 Autor: Michael Camacho       |

Weitere Singles
- 1985: Como tu te Llama? (What Is Your Name) (Reduced Remix) (VÖ: August)
- 1986: If Push Comes to a Shove